# Oedignathus inermis
Каменный краб (лат. Oedignathus inermis) — вид ракообразных из семейства Hapalogastridae инфраотряда неполнохвостых (Anomura). Единственный вид в роде Oedignathus. Обладает внешним сходством с крабами (Brachyura), но легко отличим по редуцированной пятой паре ходильных ног. Длина карапакса 1,7 см, ширина 1,6. Обитает в северной части Тихого океана от залива Петра Великого (Японское море) и пролива Цугару до пролива Цусима и от острова Уналашка до Калифорнии, встречается в прибрежной зоне среди камней. Донное животное. Безвреден для человека, не имеет промыслового значения. Охранный статус не определён.